# BLS Cargo
BLS Cargo è un'impresa ferroviaria svizzera. Nata come società di scopo filiale della BLS AG, operatore del Canton Berna, l'azienda si è sviluppata quale operatore internazionale specializzato nella trazione di treni che attraversano la ferrovia del Lötschberg.

## Settori di attività
L'azienda opera sull'asse centrale nord-sud che attraversa la Svizzera e offre ai clienti servizi fra il Mare del Nord e il mar Mediterraneo in virtù della collaborazione con alcuni partner specializzati nel trasporto intermodale.
L'offerta principale di BLS Cargo è costituita da treni completi in traffico combinato non accompagnato, trasporto a treno completo e di autostrada viaggiante. A ciò si aggiunge il tradizionale traffico interno e in import/export rispetto al territorio svizzero un tempo svolto dalla BLS Lötschbergbahn.

## Storia

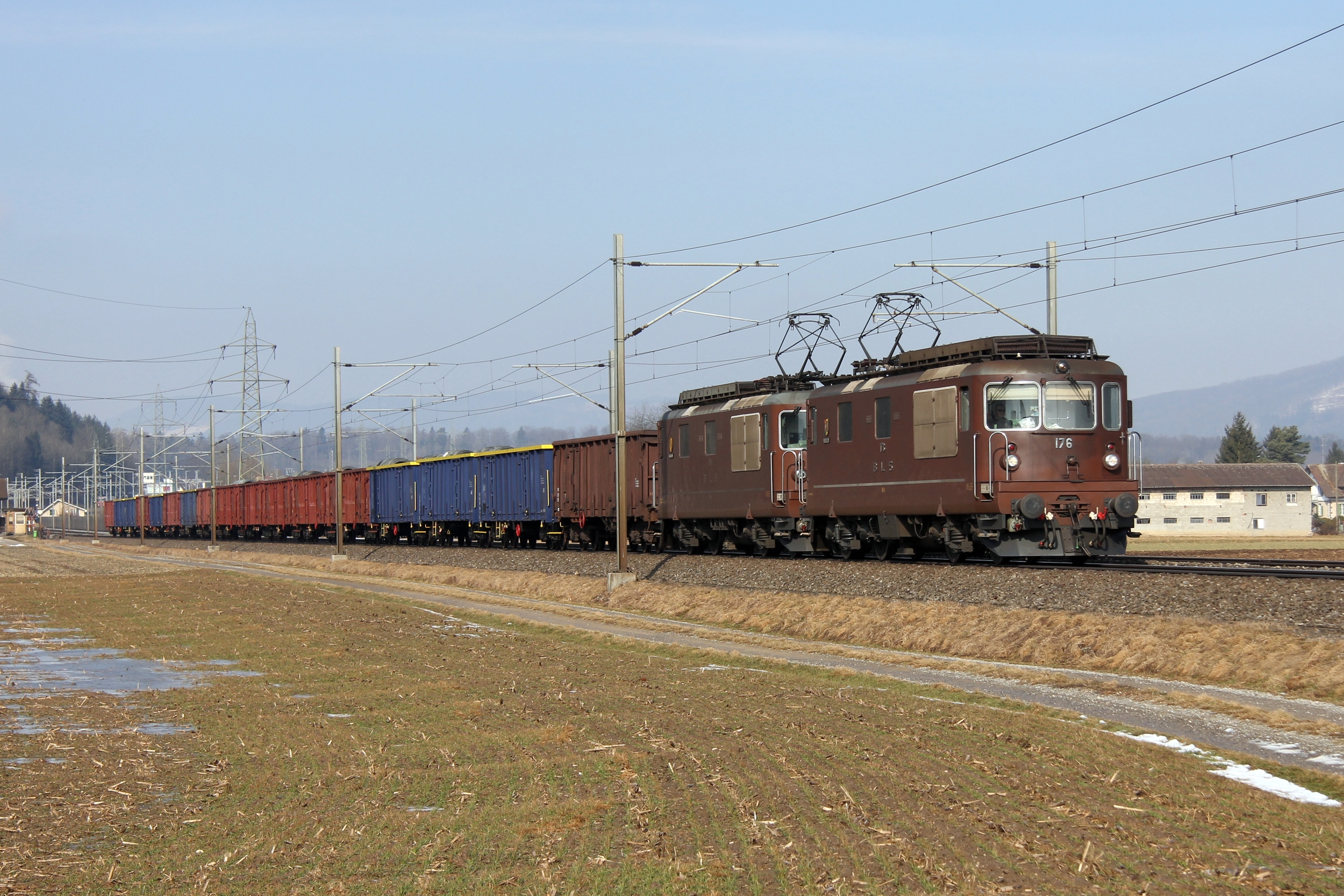
Materiale d'origine: treno trainato dalle Re 4/4 176 e 184 a Hendschiken, nel 2012

La BLS Cargo fu fondata nel 2001, quando in occasione della liberalizzazione dei traffici ferroviari europei venne stipulata una convenzione fra BLS e Ferrovie federali svizzere (FFS) per la rimodulazione dei traffici che interessavano la ferrovia del Lötschberg, gestita dalla BLS stessa. Tale convenzione portò al trasferimento alla BLS di tutti i traffici regionali del Cantone di Berna, ivi compresa una parte della S-Bahn di Berna, mentre il trasporto a lunga percorrenza passò in carico all'impresa federale.
Nel 2002 l'azionariato aziendale venne aperto ad investitori stranieri, favorendo l'internazionalizzazione della società: DB Schenker Rail entrò dunque nel capitale con una quota del 20%; tale processo fu sottolineato dalla contestuale messa in esercizio delle prime locomotive policorrente per l'impiego in Germania e in Svizzera.

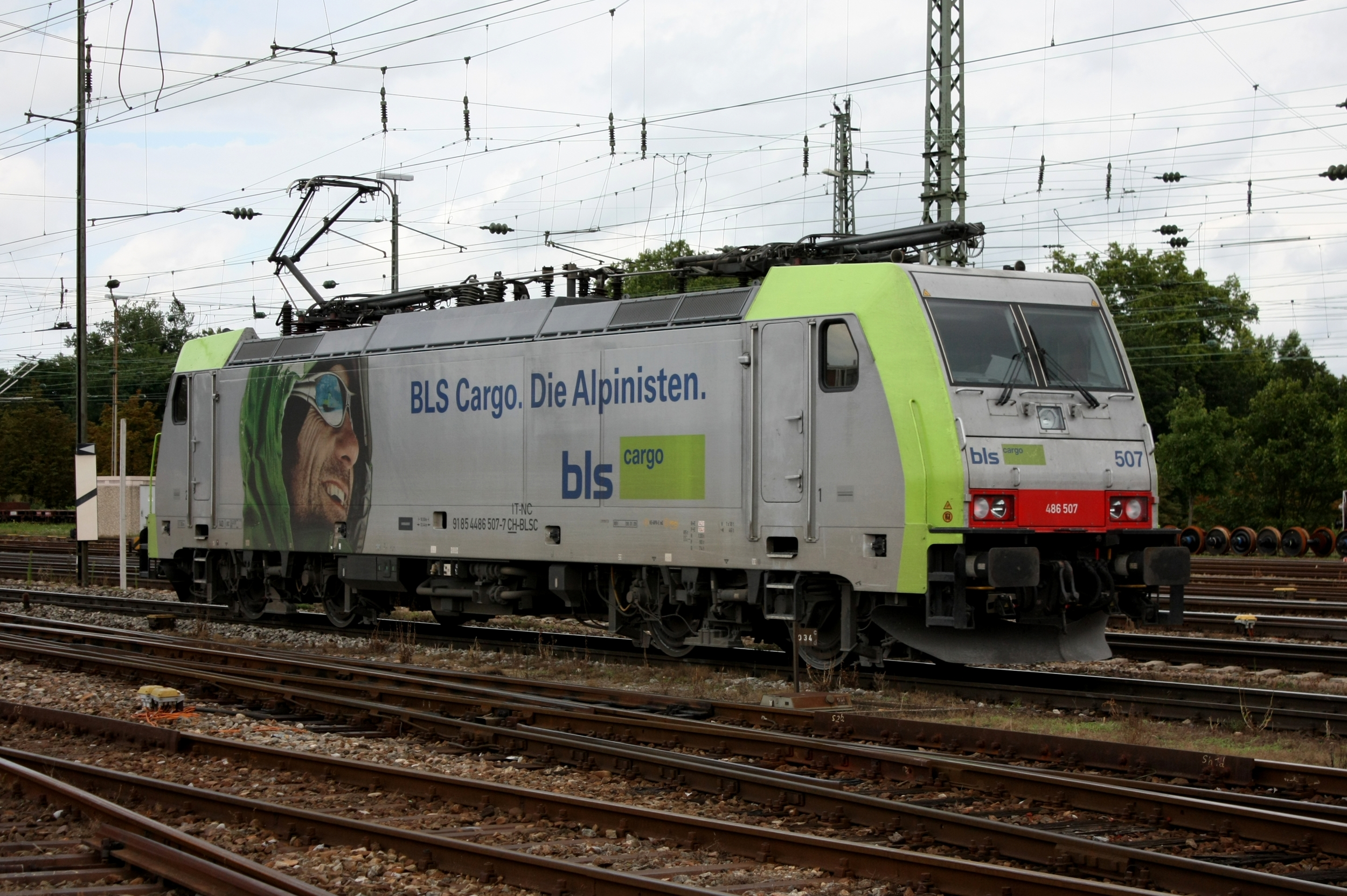
La Re 486 507 in transito alla stazione badese di Basilea.

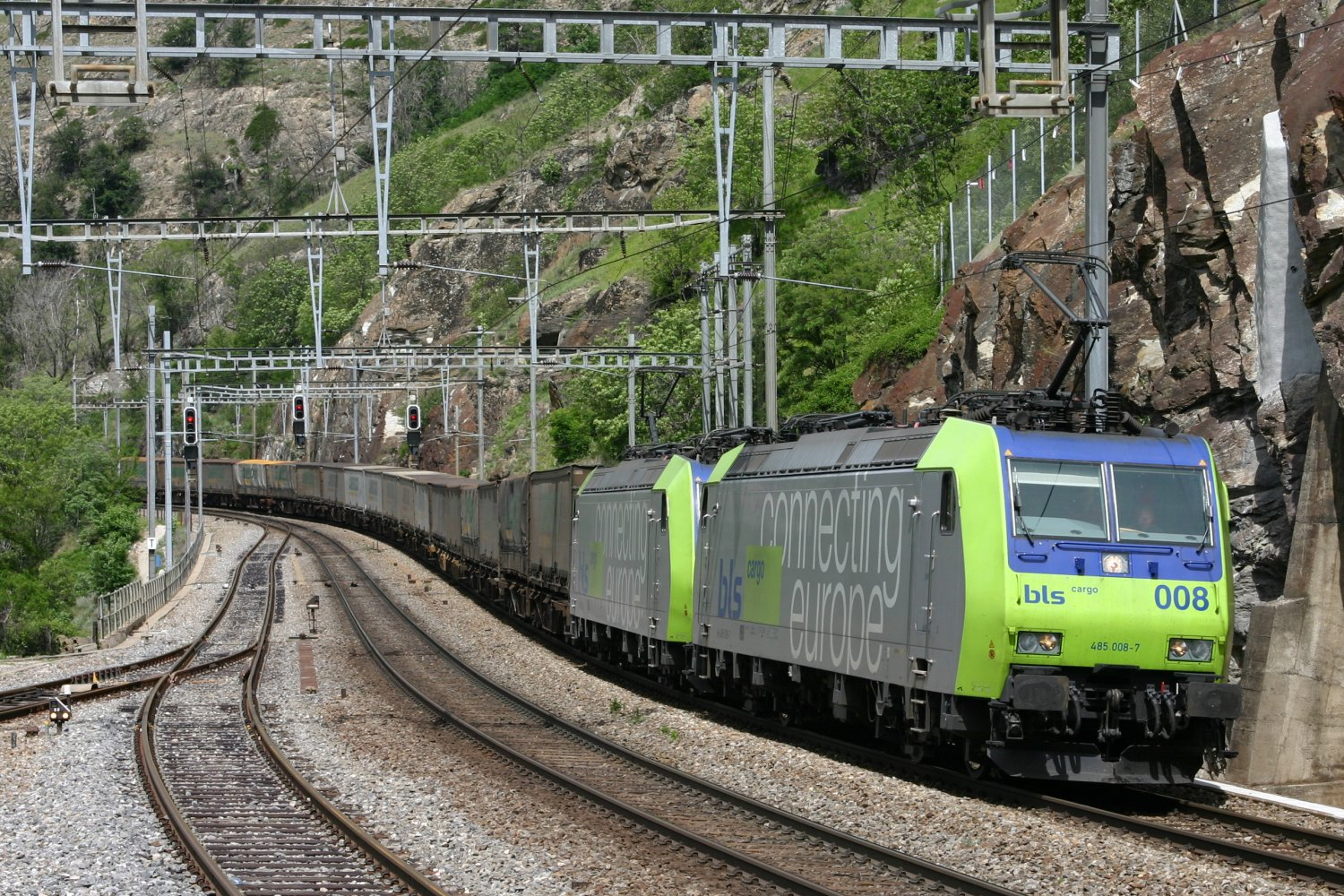
La Re 485 008-7 in transito dalla stazione di Lalden lungo la linea di valico del Lötschberg.

L'anno successivo un accordo con l'allora Railion portò alla conduzione del primo servizio attraverso il Gottardo, traffico per il quale l'anno successivo BLS Cargo istituì una propria sede di produzione a Chiasso. I ricavi complessivi raggiunsero in tale anno 161 milioni di CHF con un utile di 3,5 milioni.
Un altro significativo momento di crescita avvenne nel 2005, allorché BLS Cargo acquisì un importante traffico per conto della Hupac; la produzione aumentò di un ulteriore del 32%, raggiungendo i 2,823 milioni di tonnellate nette per chilometro. Fra i traffici più significativi risultava il trasporto combinato non accompagnato in collaborazione con la Railion, che triplicò in volume, e il servizio di autostrada viaggiante per conto di RAlpin SA sulla direttrice Friburgo-Novara.
Allo scopo di completare l'offerta indipendente di trasporto a sud delle Alpi, il 6 aprile 2006 fu costituita BLS Cargo Italia s.r.l., con sede presso lo scalo ferroviario di Domo II a Beura-Cardezza (Domodossola) e, contestualmente, venne ottenuta l’autorizzazione di accesso alla rete ferroviaria in Germania. Nello stesso anno la BLS Lötschbergbahn si fuse con la Regionalverkehr Mittelland (RM) costituendo la nuova BLS SA. Il ramo trasporto merci della prima rimase in carico a BLS Cargo, mentre quello della RM fu scorporato e diede vita a Crossrail.
Il 2007 rappresentò un anno chiave nella storia dei trasporti di interesse per BLS Cargo, grazie all'apertura della galleria di base del Lötschberg; lo sforzo di internazionalizzazione dei traffici intrapreso e favorito dalla nuova infrastruttura portò alla fondazione della BLS Cargo Deutschland GmbH e, alla fine del medesimo anno, all'avvio di alcuni servizi nel traffico di transito dalla Francia a destinazione di Italia e Polonia, passando per la Svizzera. Contestualmente furono allacciate collaborazioni strategiche con imprese di trasporto ferroviario francesi, assicurando ulteriori possibilità di crescita.
Alla fine del 2007/inizio 2008, la BLS Cargo si aggiudicò i seguenti servizi di trasporto:
- nuove autovetture da Bouchain a Torino
- traffico combinato non accompagnato (TCNA) da Manchester-Piacenza
- traffico combinato non accompagnato Dourges-Novara
- traffico combinato non accompagnato Muizen-Pescara
- trasporto di nuove autovetture dall’Italia a Saint-Priest (Francia) e carri vuoti da Saint-Priest a Tychy (Polonia)

Il partner in Italia per tutti i trasporti era Trenitalia/Serfer, in Francia collaborazione con ECR, SNCF Fret e B-Cargo. Contestualmente DB Schenker Rail aumentò al 45% la propria quota di capitale, mentre IMT AG (Gruppo Ambrogio Trasporti) passò dal 2,3% al 3%.
La profonda crisi economica che investì l'intera Europa a partire dal 2008 interruppe il trend di crescita, imponendo al termine della stessa una maggiore attenzione alla copertura costi/ricavi rispetto al fatturato in sé e dunque la concentrazione sui segmenti di traffico più redditizi alla ricerca di un ritorno all'utile. In tale scenario nel 2013 furono rivisti i termini della collaborazione con DB Schenker Rail dopo la decisione di quest'ultima di non rinnovare l'accordo di trazione per i traffici di attraversamento della Svizzera, passati a SBB Cargo e di uscire dal capitale sociale, azione attuata nel 2015 allorché la stessa BLS Cargo riacquisì tale pacchetto azionario.

## Dati societari
Dopo gli assestamenti del 2015 al capitale di BLS Cargo partecipano BLS AG e IMT AG (Gruppo Ambrogio) rispettivamente con il 97% e il 3%. La quota di mercato nel trasporto di transito svizzero su rotaia ammontava, in tale anno, a circa il 43%.
Oltre alla società di diritto svizzero di BLS Cargo fanno parte le seguenti controllate:
- BLS Cargo Italia Srl, fondata nel 2006, con sede a Beura-Cardezza
- BLS Cargo Deutschland GmbH, fondata nel 2007, con sede a Weil am Rhein

L'azienda di diritto italiano ha posseduto la licenza di operatore ferroviario n. 56, rilasciata il 29 settembre 2008 e successivamente revocata: per l'utilizzo delle proprie locomotive sul territorio italiano l'impresa ha sempre comunque fatto riferimento ad altri operatori quali Serfer e l'ex NordCargo nei cui parchi alcune unità sono state conseguentemente immatricolate.

### Materiale di trazione

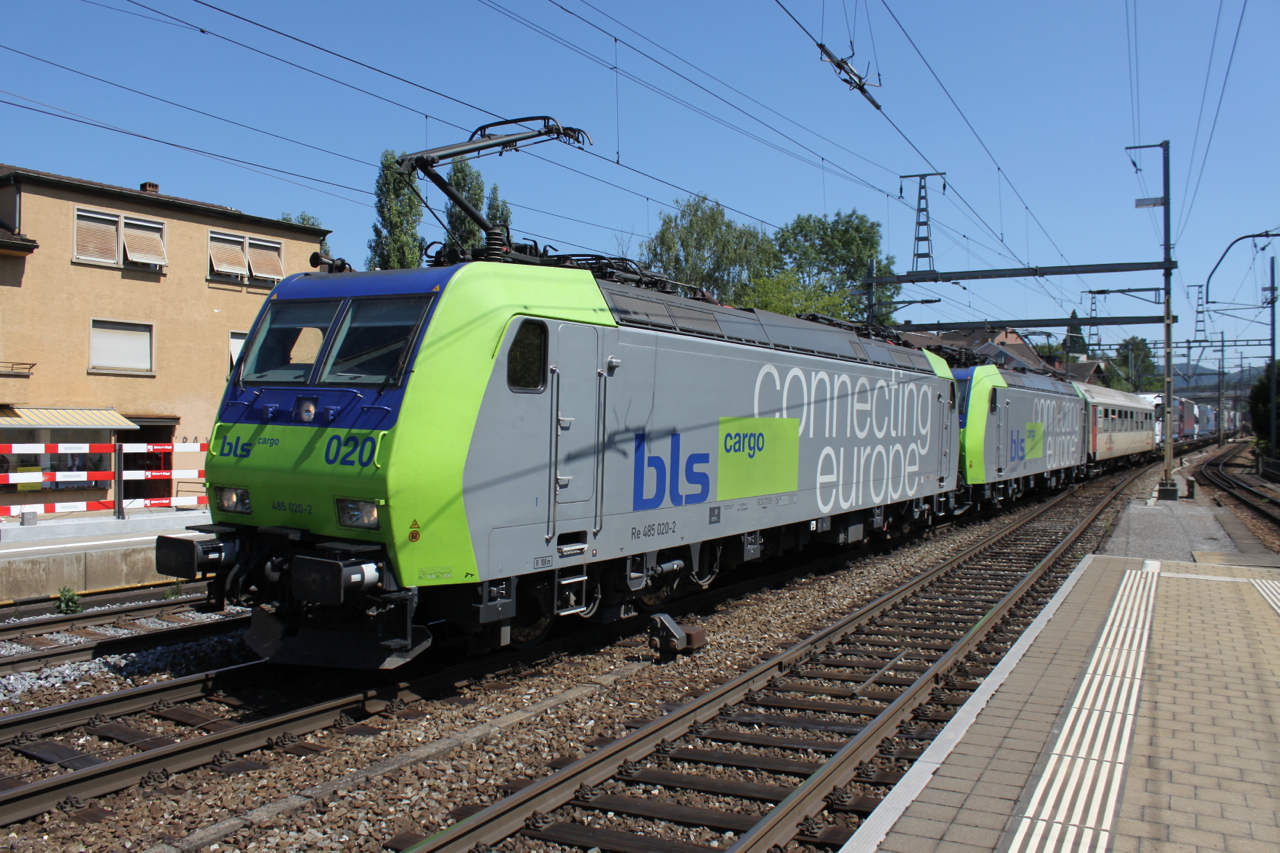
La Re 485 020-2 in transito dalla stazione di Liestal il primo agosto 2009 in testa ad un convoglio dell'autostrada viaggiante.

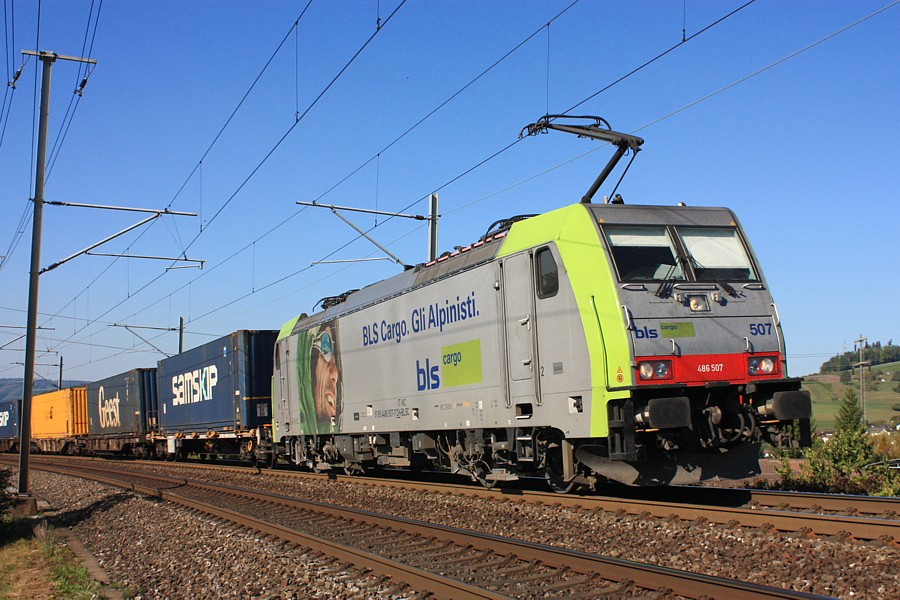
La Re 486 507-7 in transito presso Frick in testa ad un convoglio del traffico combinato non accompagnato.

Per la trazione dei treni, principale servizio offerto da un'impresa ferroviaria, BLS Cargo utilizza una flotta costituita dalle seguenti locomotive elettriche:
- diciannove unità del gruppo Re 425 (già Re 4/4) costruite negli anni 1964-1983 da SLM e BBC e dotate di 4.980 kW di potenza
- venti unità del gruppo Re 485 di costruzione Bombardier[8] poste in servizio nel 2002 per l'impiego in Germania e in Svizzera[1];
- dieci unità del gruppo Re 486, anch'esse di costruzione Bombardier, ordinate nel 2007[9] e immesse in servizio nel 2008[10] per l'esercizio in Germania, Austria, Italia e Svizzera;
- in pool con BLS AG, sono disponibili diciotto unità del gruppo Re 465, versione potenziata delle Re 460 delle FFS e ulteriori tredici Re 425;
- in leasing da diversi soggetti risultano ulteriori gruppi di locomotive di costruzione Bombardier, costituiti da due locomotive gruppo 185 di Alpha Trains, otto unità del gruppo 186 di Railpool e tre unità del gruppo 187, anch'esse di Railpool. Le prime corse prova di queste ultime unità, caratterizzate dalla possibilità di marcia autonoma su brevi tratte non elettrificate, furono condotte sulla ferrovia del Brennero[11][12].
- nel marzo 2015 BLS Cargo ha annunciato l'ordine di 15 locomotive Siemens Vectron, tipo Re 475, modello che dopo le sperimentazioni effettuate con i rotabili a noleggio sopra descritti è risultato il più idoneo a sostituire le unità del parco più vetuste e a potenziare lo stesso in vista dell'aumento dei traffici sulla direttrice di riferimento[13].

#### Prospetto di sintesi
| Gruppo       | Numero di unità | Costruttore | Proprietario | Note                                                 |
| ------------ | --------------- | ----------- | ------------ | ---------------------------------------------------- |
| Re 425       | 19              | SLM / BBC   | BLS Cargo    | Per utilizzo in Svizzera                             |
| Re 425       | 13              | SLM / BBC   | BLS AG       | Per utilizzo in Svizzera                             |
| Re 485       | 20              | Bombardier  | BLS Cargo    | Per utilizzo in Germania e Svizzera                  |
| Re 486       | 10              | Bombardier  | BLS Cargo    | Per utilizzo in Germania, Austria, Italia e Svizzera |
| Re 465       | 8               | SLM / ABB   | BLS AG       | Per utilizzo in Svizzera                             |
| Re 185       | 3               | Bombardier  | Alpha Trains | Per utilizzo in Svizzera, Germania e Austria         |
| Re 186       | 8               | Bombardier  | Railpool     | Per utilizzo in Germania, Austria, Italia e Svizzera |
| Re 187       | 3               | Bombardier  | Railpool     | Per utilizzo in Svizzera, Germania e Austria         |
| da assegnare | 15              | Siemens     | BLS Cargo    | In costruzione                                       |